# 三別抄之亂
三別抄之亂指的是1270年至1273年期間高麗武人政權的餘黨三別抄軍抗擊蒙古帝國和已經降伏的高麗朝廷的戰爭。這是高麗蒙古戰爭的尾聲。

## 背景
自1231年起，高麗間斷性地遭到蒙古人的侵略。這段時期裡，高麗由崔氏家族實施軍事統治。1232年，高麗武人政權掌權者崔瑀將傀儡國王和朝廷遷到了江華島以避開蒙古騎兵的兵鋒，繼續抗擊蒙古的侵略。由於高麗朝廷對地方統治的薄弱，不少叛軍投靠了蒙古人，1258年，蒙古人在高麗北部設置了雙城總管府和東寧府。與這些叛軍不同的是，三別抄軍始終堅持其反蒙古政策，這是由於該軍隊是由主戰派掌權者崔瑀一手締造的私兵，因此絕對地效忠於崔瑀。
1258年，將軍金俊率領殺害崔氏政權首領崔竩，崔氏政權覆滅。但金俊上臺後，執行親近蒙古的政策，將王子王倎送到了蒙古。王倎被忽必烈扶植即位，是為高麗元宗；元宗又同王世子王賰前往蒙古以獲取支持。
1268年，林衍率三別抄軍殺死了金俊。次年林衍試圖廢黜元宗，但在蒙古的壓力下讓元宗復位。1270年最後一任武人政權的掌權者林惟茂被三別抄軍殺害。長達100餘年的武人時代終於結束，權力回到了高麗國王的手裡，但是此時高麗朝廷已經成為了蒙古帝國的附庸。

## 抗擊蒙古的努力
根據蒙古朝廷的命令，高麗元宗將首都從江華島遷回了開城。在蒙古朝廷的授意下，高麗元宗決定解散三別抄軍。這項所謂的和平條件引起了三別抄軍怨恨，在裴仲孫的率領下，三別抄軍起兵叛亂，抗擊高麗朝廷和其宗主國蒙古帝國。他們有組織地封鎖了江華島和大陸間的水路，並佔據了附近島嶼和沿岸地區當作根據地。三別抄軍擁立王族承化侯王溫為國王，建立了一個海運王國以抗拒蒙古。後來放棄了江華島，逃往西南的島嶼珍島。雖然三別抄軍襲擊了高麗西南部的全羅道，但1271年1月珍島的糧食卻開始緊缺。2月蒙古朝廷詔諭三別抄軍降伏。裴仲孫請求讓蒙古軍先退兵，然後奉土投降，但被忽必烈拒絕。
4月，蒙古朝廷決定剿滅叛軍。蒙古和高麗官軍僅僅用了一個月就攻下了珍島。承化侯王溫和裴仲孫被擒殺，餘眾由金通精率領，逃往濟州島。1270年11月，三別抄軍攻陷了全島，驅逐了耽羅國王。
直到1271年三別抄之亂才開始逐漸式微。在這個時期，三別抄軍試圖尋求日本鐮倉幕府的支持。次年他們在一定程度上恢復了一定實力，數度洗劫高麗的沿岸。蒙古、高麗聯軍自1272年2月起開始進攻，4月鎮壓了叛軍。1294年，蒙古完全控制了濟州島。